# Federação Paraense de Futebol
De Federação Paraense de Futebol (Nederlands: Voetbalfederatie van Pará) werd opgericht op 2 december 1969 en controleert alle officiële voetbalcompetities in de staat Pará. De federatie vertegenwoordigt de voetbalclubs bij de overkoepelende CBF en organiseert de Campeonato Paraense. De federatie verving de Federação Paraense Desportiva, die op 9 mei 1941 opgericht werd. Deze bond was zelf de opvolger van de  Liga Paraense de Desportos Terrestre uit 1917, dat op zijn beurt een opvolger was van de Liga Paraense de Futebo die op 19 augustus 1908 opgericht werd. 
Acre · Alagoas · Amapá · Amazonas · Bahia · Ceará · Espírito Santo · Federaal District · Goiás · Maranhão · Mato Grosso · Mato Grosso do Sul · Minas Gerais · Pará · Paraíba · Paraná · Pernambuco · Piauí · Rio de Janeiro · Rio Grande do Norte · Rio Grande do Sul · Rondônia · Roraima · Santa Catarina · São Paulo · Sergipe · Tocantins